# Georg von der Gabelentz

Georg von der Gabelentz

Hans Georg Conon von der Gabelentz (* 16. März 1840 in Poschwitz bei Altenburg; † 10. Dezember 1893 in Charlottenburg bei Berlin) war ein deutscher Sprachwissenschaftler und Sinologe. Er gilt als Vorreiter der modernen synchronen Sprachwissenschaft. Als Professor für Ostasiatische Sprachen lehrte er an den Universitäten Leipzig (1878–1889) und Berlin (1889–1893).

## Biografie
Georg von der Gabelentz stammte aus der sächsischen Adelsfamilie Gabelentz mit Sitz auf Schloss Poschwitz bei Altenburg. Er war der Sohn von Hans Conon von der Gabelentz (1807–1874), der 24 Sprachen gesprochen haben soll, einer der Gründer der Deutschen Morgenländischen Gesellschaft war und mehrere politische Ämter im Herzogtum Sachsen-Altenburg bekleidete.
Gabelentz lernte am Friedrichsgymnasium in Altenburg Niederländisch, Italienisch und Chinesisch. Ab 1860 studierte er an der Universität Jena Rechtswissenschaft und Kameralistik. Noch im selben Jahr wurde er im Corps Franconia Jena recipiert. Nach dem Abschluss seines Studiums trat er 1864 in Dresden als Verwaltungsjurist in den sächsischen Staatsdienst. Gleichzeitig setzte er seine Studien des Chinesischen, Japanischen und Mandschurischen in Leipzig fort. 1872 heiratete er Alexandra von Rothkirch. 1876 promovierte er an der Universität Leipzig mit einer Übersetzung des philosophischen Textes Taiji Tu (von Gabelentz mit „Thai-kih-thu“ transkribiert und als „Tafel des Urprinzipes“ übersetzt) des Neukonfuzianers Zhou Dunyi („Tscheu-tsi“) aus dem 11. Jahrhundert nebst Kommentaren von Zhu Xi (12. Jahrhundert) aus dem Chinesischen. Am 1. Juli 1878 wurde auf seine Anregung eine außerordentliche Professur für ostasiatische Sprachen in Leipzig eingerichtet; diese Stelle bekleidete er selbst. Es war der erste akademische Posten im deutschen Sprachraum, der spezifisch dem Chinesischen und Japanischen gewidmet war.
Gabelentz befasste sich außerdem mit dem Mandschurischen, Mongolischen, Tibetischen und Malaiischen, doch als sein Hauptwerk gilt seine Grammatik des klassischen Chinesisch, die 1881 erschien. Sie wurde etwa von dem Sinologen Friedrich Hirth sehr gelobt. Die Grammatik wurde 1953 unverändert neu aufgelegt und erlebte seitdem mehrere Auflagen.
Gabelentz gab 1884–1889 mit Friedrich Techmer (1843–1891) die Internationale Zeitschrift für Allgemeine Sprachwissenschaft heraus.
Unter seinen Schülern in Leipzig waren die deutschen Sinologen Wilhelm Grube (1855–1908) und J. J. M de Groot (1854–1921), der österreichische Sinologe Arthur von Rosthorn (1862–1945), der Japanologe Karl Florenz (1865–1939), der Archäologe Max Uhle (1856–1944), der Tibetologe Heinrich Wenzel und der Orientalist Friedrich Wilhelm Karl Müller (1863–1930).
1889 wurde die Ehe von Georg von der Gabelentz geschieden. Er wurde als ordentlicher Professor für ostasiatische Sprachen und allgemeine Sprachwissenschaft an die Friedrich-Wilhelms-Universität zu Berlin berufen und am 27. Juni 1889 Mitglied der Preußischen Akademie der Wissenschaften. 1891 heiratete er Gertrud verw. von Adelebsen, geborene Freiin von Oldershausen. Im selben Jahr erscheint ein weiteres wichtiges Werk, Die Sprachwissenschaft, in dem er die Theorie des Zyklischen Sprachwandels sowie die Ziele und Aufgaben der Sprachwissenschaft darstellt. Manchmal wird auch behauptet, so etwa von Eugenio Coseriu, Gabelentz habe Ferdinand de Saussures Unterscheidung von langage, langue und parole und weitere bei Saussure vorkommende Begriffe vorweggenommen. Mit einem Buch über die genetische Klassifikation der austronesischen Sprachen führt er das Werk seines Vaters fort. Postum erschien eine sehr modern anmutende Skizze eines Forschungsprogramms der Sprachtypologie (Gabelentz 1894), die spätere Entwicklungen der Quantitativen Linguistik vorwegnahm.

## Mitgliedschaft
- Preußische Akademie der Wissenschaften

## Werke

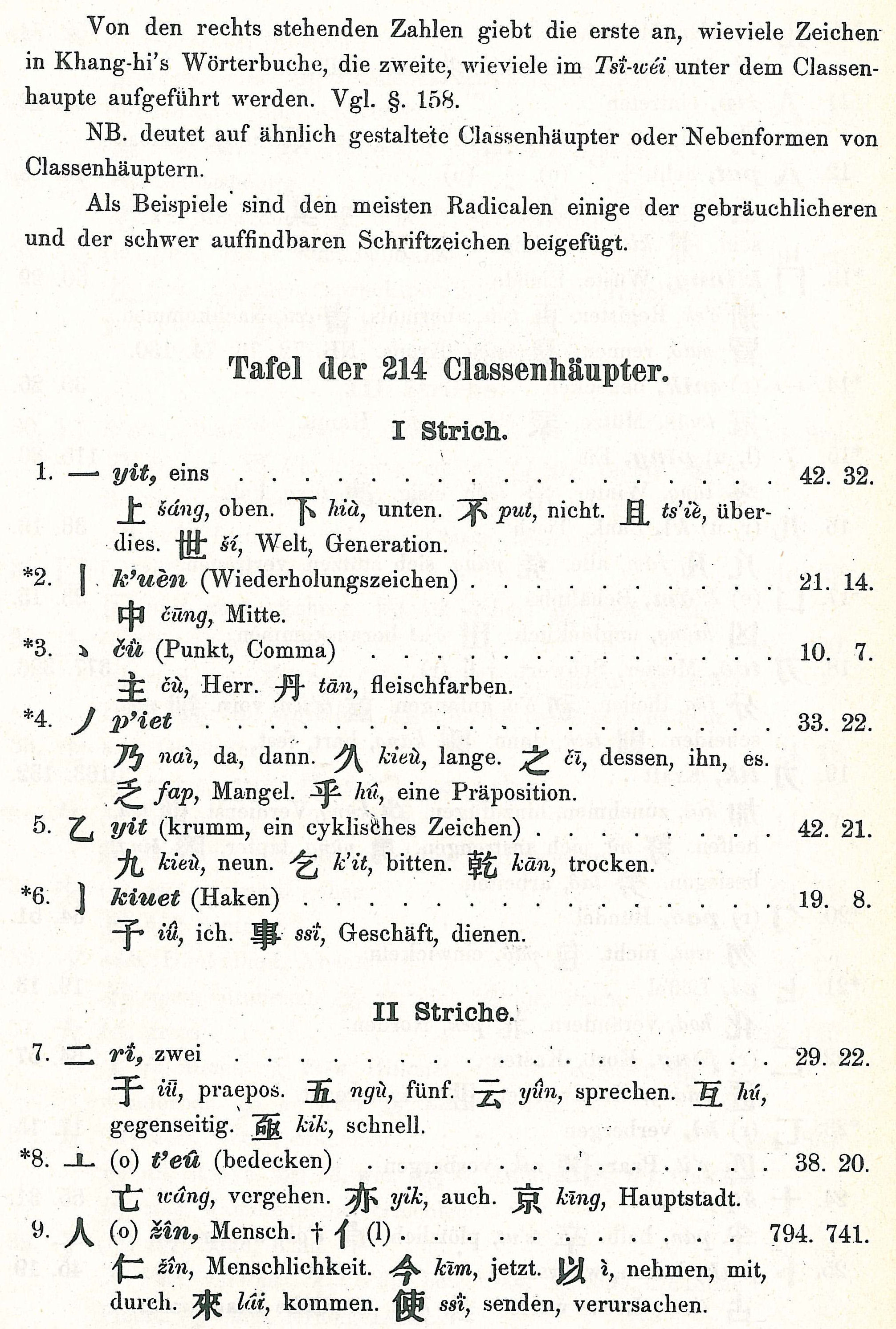
Anfang der Radikalliste aus der Chinesischen Grammatik

- 1860, Spuren eines ausgebildeten Conjugationssystems im Dayak. In: Zeitschrift der Deutschen Morgenländischen Gesellschaft, 14, S. 547–549 (Digitalisat)
- 1861, Über das Passivum. Eine sprachvergleichende Abhandlung.  Abhandlungen der philologisch-historischen Classe der königlich sächsischen Gesellschaft der Wissenschaften.3. (1861), S. 449–546.
- 1869, Ideen zu einer vergleichenden Syntax. In: Zeitschrift für Völkerpsychologie und Sprachwissenschaft 6.
- 1875, Weiteres zur vergleichenden Syntax. In: ZDMG 8.
- 1876, 太極圖 Thai-kih-thu, des Tscheu-tsï. Tafel des Urprinzipes, mit Tschu-hi's Commentare nach dem Hoh-pih-sing-li. Chinesisch mit mandschuischer und deutscher Übersetzung, Einleitung und Anmerkungen. (Dissertation Dresden).
- 1878, Beitrag zur Geschichte der chinesischen Grammatiken und zur Lehre von der grammatischen Behandlung der chinesischen Sprache. In: ZDMG 32, S. 601ff.
- 1878, Ein Probestück vom chinesischen Parallelismus. In: Zeitschrift für Völkerpsychologie und Sprachwissenschaft 10.
- 1879, Kin Ping Mei, les aventures galantes d'un épicier. Roman réaliste, trad. du Mandchou. Rev. orient. et américaine (Paris) (pub. par León de Rosny).
- 1880, Zur chinesischen Philosophie. In: Wissenschaftliche Beilage der Allgemeinen Zeitung, Nr. 92.
- 1881, Chinesische Grammatik, mit Ausschluss des niederen Stils und der heutigen Umgangssprache. Leipzig: Weigel. Reprograph. Nachdruck: Berlin: Deutscher Verlag der Wissenschaften, 1953; 4., unveränd. Aufl. Halle (Saale): Niemeyer, 1960.
- 1881, Die ostasiatischen Studien und die Sprachwissenschaft (Leipziger Antrittsrede). In: Unsere Zeit: dt. Revue d. Gegenwart; Monatsschr. zum Conversationslexikon. Leipzig: Brockhaus 1881. (Digitalisat und Volltext im Deutschen Textarchiv)
- 1881, Sur la possibilité de prouver l'existence d'une affinité généalogique entre les langues dites indochinoises. In: Atti del 4. Congresso Internazionale degli Orientalisti 1878 / International Congress of Orientalists 4, 1878. Firenze 1878 vol. II, S. 283–295. Reprint Nendeln: Kraus, 19XX.
- 1882, On a new Chinese grammar. In: Abhandlungen des 5. Internationalen Orientalisten-Congresses, gehalten zu Berlin im September 1881. Berlin 1882, Band II, 2 1882, S. [81]–86.
- 1882 (mit Adolf Bernhard Meyer): Beiträge zur Kenntnis der melanesischen, mikronesischen und papuanischen Sprachen, ein erster Nachtr. zu Hans Conon's von der Gabelentz Werke „Die melanesischen Sprachen“. In: Abhandlungen der Philologisch-Historischen Klasse der Königlich-Sächsischen Gesellschaft der Wissenschaften Leipzig, Bd. 8, Nr. 4.
- 1883, Einiges über das Verhältnis des Mafoor zum Malayischen. In: Bijdragen tot de taal-, land- en volkenkunde. Koninklijk Instituut voor de Taal-, Land- en Volkenkunde van Nederlandsch-Indie. Leiden.
- 1883, Anfangsgründe der chinesischen Grammatik mit Uebungsstücken. Leipzig: Weigel, 1883.
- 1884, Über Sprache und Schriftthum der Chinesen. In: Unsere Zeit: dt. Revue d. Gegenwart; Monatsschr. zum Conversationslexikon. Leipzig: Brockhaus 1884.
- 1884, Zur grammatischen Beurteilung des Chinesischen. In: Internationale Zeitschrift für allgemeine Sprachwissenschaft (hrsg. v. F. Techmer) 1, S. 272–280.
- 1885, Einiges über die Sprachen der Nicobaren-Insulaner. In: Königlich-Sächsische Gesellschaft der Wissenschaften. Philologisch-Historische Klasse: Berichte über die Verhandlung, 37, 9, S. 296–307.
- 1885, Kolarische Sprachen. In: Ersch und Grubers Allgemeine Enzyklopädie der Wissenschaften und Künste 1885, II. Serie, Bd. 84, S. 104–108.
- 1885, Kuki. Volk und Sprache. In: Ersch und Grubers Allgemeine Enzyklopädie der Wissenschaften und Künste 1885, II. Serie, Bd. 38.
- 1885, Kunama-Sprache. In: Ersch und Grubers Allgemeine Enzyklopädie der Wissenschaften und Künste 1885, II. Serie, Bd. 38.
- 1885, Zur Lehre von der Transkription. In: Internationale Zeitschrift für allgemeine Sprachwissenschaft (hrsg. v. F. Techmer), 2, S. 252–257. Bericht d. Kgl. Sächs. Gesellschaft d. Wissenschaften, philol.-hist. Classe., Sitzung am 11. Dec. 1886.
- 1886, Some additions to my Chinese grammar. In: Journal of the China Branch of the Royal Asiatic Society (Shanghai) N. S. 20. 
  - 1944 Erwin von Zach: Zum Ausbau der Gabelentzschen Grammatik nebst von der Gabelentz' eigenen „Additions“. Hrsg. vom Deutschland-Inst. Beijing, 1944.
- 1887, Das taoistische Werk Wên-tsi. In: Königlich-Sächsische Gesellschaft der Wissenschaften. Philologisch-Historische Klasse: Berichte über die Verhandlung, 39,14.
- 1887, Zur chinesischen Sprache und zur allgemeinen Grammatik. In: Internationale Zeitschrift für allgemeine Sprachwissenschaft (hrsg. v. F. Techmer) 3, S. 93–109.
- 1888, Beiträge zur chinesischen Grammatik. Die Sprache des Čuang-Tsï. In: Abhandlungen der Philologisch-Historischen Klasse der Königlich-Sächsischen Gesellschaft der Wissenschaften, 10, 8; S. 582–638.
- 1888, Confuzius und seine Lehre. (Leipzig).
- 1888, Über den chinesischen Philosophen Mek Tik. In: Königlich-Sächsische Gesellschaft der Wissenschaften. Philologisch-Historische Klasse: Berichte über die Verhandlung, 40, 3, S. 62–70.
- 1888, (August Friedrich) Pott. In: Allgemeine Deutsche Biographie 1888, 26, S. 478–485. Abgedr. in: Thomas A. Sebeok,  (Hrsg.): Portraits of linguists. A biographical source book for the history of Western linguistics 1746–1963. 1966. 2 Bde., S. 251–261.
- 1889, Der Räuber Tschik, ein satirischer Abschnitt aus Tschuang-tsi. In: Königlich-Sächsische Gesellschaft der Wissenschaften. Philologisch-Historische Klasse: Berichte über die Verhandlung, 41, 4, Seiten 55–69.
- 1889, Stoff und Form in der Sprache. In: Königlich-Sächsische Gesellschaft der Wissenschaften. Philologisch-Historische Klasse: Berichte über die Verhandlung, 41,8, Seiten 185–216.
- 1890, [Antrittsrede Berlin]. In: Sitzungsberichte der Königlich Preußischen Akademie der Wissenschaften zu Berlin, 34.
- 1901, Die Sprachwissenschaft. Ihre Aufgaben, Methoden und bisherigen Ergebnisse. Leipzig: Weigel Nachf., 2. Aufl.; 1.: 1891. Nachdruck: Tübingen, Narr, 1972 (TBL, 1).
- 1892, Handbuch zur Aufnahme fremder Sprachen. Berlin: E. S. Mittler & Sohn, 1892.
- 1892, Vorbereitendes zur Kritik des Kuantsï. In: Sitzungsberichte der Königlich Preußischen Akademie der Wissenschaften zu Berlin. 1892 (I); S. 1127–1152. Digitalisat, Berlin : Berlin-Brandenburgische Akademie der Wissenschaften, 2001
- 1892, Zur Beurteilung des koreanischen Schrift- und Lautwesens. In: Sitzungsberichte der Königlich Preußischen Akademie der Wissenschaften zu Berlin.
- 1893, Die Lehre vom vergleichenden Adverbialis im Altchinesischen. In: Sitzungsberichte der Königlich Preußischen Akademie der Wissenschaften zu Berlin.
- 1894, Die Verwandtschaft des Baskischen mit den Berbersprachen Nord-Afrikas nachgewiesen von Georg von der Gabelentz. Hrsg. nach d. hinterlassenen Manuskript durch Dr. A. C. Graf von der Schulenburg. Braunschweig: Sattler, 1894.
- 1894, Hypologie [=Typologie] der Sprachen. Eine neue Aufgabe der Linguistik. In: Indogermanische Forschungen 4, 1–7.